# 스티브 맥퀸: 더 맨 앤 르망
스티브 맥퀸: 더 맨 앤 르망(영어: Steve McQueen: The Man & Le Mans)은 미국에서 제작된 가브리엘 클락, 존 맥케나 감독의 2015년 다큐멘터리 영화이다. 스티브 맥퀸 등이 주연으로 출연하였다.
제68회 칸 영화제에서 초연되었으며 2015년 칸 영화제의 공식 선정작이 된 2개의 영국 영화들 가운데 하나였다.

## 출연

### 주연
- 스티브 맥퀸
- 채드 맥퀸

### 조연
- 네일 아담스
- 존 스터지스
- 리 H. 캣진